# Les Nuits facétieuses
Les Nuits facétieuses (en italien : Le piacevoli notti) est un recueil d'histoires publié sous le nom de Giovanni Francesco Straparola, à Venise, d'abord en deux volumes, parus successivement en 1550 et 1553, puis réédité en un seul, en 1555. Parmi ces histoires, ou fables, appartenant à des genres variés, figurent ce qui constitue, en Europe, les premières versions littéraires de contes de fées. Chaque Nuit débute par un madrigal et chaque fable est suivie d'une énigme ou devinette.

## Historique
L'ouvrage est publié pour la première fois à Venise en deux volumes, parus en 1550 et 1553, contenant respectivement vingt-cinq et quarante-huit novelle. En 1555 est publiée une édition en un seul volume dans laquelle, par rapport à l'édition originale, un récit a disparu au profit de deux autres, ce qui amène finalement le nombre d'histoires à soixante-quinze. Parmi les histoires, on en trouve deux écrites en dialecte, l'un en dialecte de Bergame (Les Trois Bossus – I tre gobbi, V-3) et l'autre en dialecte de Padoue (Marcel Vercelois  – Marsilio Verzolese, V-4).
Le livre connaîtra un succès important et, assez rapidement, sera traduit dans d'autres langues européennes, dont le français — traduction des cinq premières Nuits par Jean Louveau, publiée dans un premier volume en 1560, et des huit autres par Pierre de Larivey, publiée dans un second volume en 1573 —, et l'espagnol — en 1583. De 1558 à 1613, on ne compte pas moins de vingt-trois éditions. Par la suite, condamné par la censure ecclésiastique pour obscénité, en vertu d'un décret du 16 décembre 1605, le recueil sera mis à l'Index, et cessera progressivement d'être publié.

## Composition
L'œuvre, comme beaucoup d'autres de l'époque, s'inspire du Décaméron de Boccace, avec un récit-cadre introduisant de courts récits, mais elle innove en incluant des contes de fées.
Dans le récit-cadre, de gentes dames et damoiselles et des gentilshommes, réunis dans un palais sur l'île de Murano près de Venise, se divertissent en racontant à tour de rôle des histoires... Des troubles politiques contraignent l'évêque de Lodi Ottaviano Maria Sforza, à qui doit revenir le duché de Milan, de prendre la fuite. Il se rend d'abord à Lodi, accompagné de sa fille Lucrezia, qui est l'épouse et bientôt la veuve de Giovanni Francesco Gonzaga, cousin de Federico marquis de Mantoue. Mal reçus à Lodi, ils quittent rapidement ce lieu pour Venise, et trouvent finalement, sur la proche île de Murano, un magnifique palais où ils décident de s'installer. Lucrezia engage à leur service dix jeunes filles aussi charmantes l'une que l'autre – Loyse, Vincende, Alienor, Alterie, Laurette, Eritrée, Catherine surnommée Brunette, Ariane, Isabelle et Fleurdiane – ainsi que deux matrones – Chiara, épouse de Girolamo Guidiccione de Ferrare, et Veronica, veuve d'Orbat de Crema. Font partie de l'entourage de ces dames plusieurs gentilshommes et doctes personnages : l'évêque Casale de Bologne, ambassadeur du roi d'Angleterre, Pietro Bembo, chevalier de Rhodes, Vangelista de Cittadini de Modène, le poète Bernardo Cappello, Antonio Bembo, Benedetto Trivigiano, Antonio Molino dit Burchiella, et le fourrier Bernard, qui avait hébergé un temps Sforza et sa fille à l'arrivée de ceux-ci à Venise. À l'approche de carême-prenant (Mardi gras), Lucrezia rassemble tout ce petit monde et organise un divertissement. Chaque nuit, des noms seront tirés au hasard dans un vase en or, et les personnes désignées devront à tour de rôle distraire le reste de l'assemblée en racontant une fable et en livrant une énigme à leur sagacité.
Les nuits débutent toujours par un madrigal. Les soixante-quatorze fables de l'édition de 1555 sont racontées durant treize nuits, à raison de cinq par nuit, sauf pour la huitième nuit (six histoires) et la treizième (treize histoires). Parmi ces récits, allant du grivois au merveilleux, on trouve des nouvelles à la manière de Boccace sur les thèmes de la ruse, de l'intrigue et de la vengeance, des histoires tragiques et héroïques, et une quinzaine de contes de fées.
Certains éléments historiques auxquels il est fait référence ont pu laisser penser que le récit-cadre se situait durant la période précédant le carnaval entre 1536 et 1538 ; cependant, si l'on y regarde d'un peu plus près, il semble pratiquement impossible que tous les personnages cités aient jamais pu se trouver tous réunis au même moment dans la région de Venise.

## Contes
Les contes figurant à l'origine dans Les Nuits facétieuses et dont d'autres versions seront par la suite données notamment par Giambattista Basile, Charles Perrault, Madame d'Aulnoy, Carlo Gozzi et Jacob et Wilhelm Grimm sont :
- I-2. Cassandrin [« Un fameux larron nommé Cassandrin, amy du Prevost de Persous, luy derosba son lict et son cheval. Puis luy ayant présenté messire Severin lié dedans un sac, devint homme de bien, & de grande entreprinse. »] (Grimm, Le Maître-voleur, KHM 192)
- I-3, Messire Scarpafigue [« Messire Scarpafigue deceu une fois seule par trois brigands, les abusa par trois fois, & finalement s'en retourna victorieux avec sa Nine[13]. »] (Grimm, Le Petit Paysan)
- I-4, Thibaud et Doralice [« Thibaud Prince de Salerne veut espouser sa fille Doralice, laquelle estant solicitée du pere arriva en Angleterre, ou Genese l'espousa, & ha deux enfans d'elle, qui furent mis à mort par Thibaud, dond Genese se vengea depuis. »] (AT 706C. – AT 510B : Basile, L'Ourse, Ptm II-6 ; Perrault, Peau d'âne ; Grimm, Toutes-Fourrures, KHM 65)
- II-1*, Le Roi Porc [« Galiot Roy d'Angleterre, ayant un filz nay porc, lequel se maria par trois fois, & ayant perdu sa peau de porc, devint un tresbeau jeune filz, qui depuis fut appelé le Roy Porc. »] (AT 433B : cf. Basile, Le Serpent, Ptm II-5 ; Aulnoy, Le Prince Marcassin ; Leprince de Beaumont, La Belle et la Bête ; Grimm, Hans-mon-hérisson, KHM 108)
- III-1*, Pierre le Fou [« Un nommé Pierre estant incensé, retourna en son bon sens, par le moyen d'un poisson nommé Ton, qu'il print & delivra de mort, & print en mariage la fille du Roy Lucian, laquelle il avoit engrossie par enchantemens. »] (AT 675 : Basile, Pervonto, Ptm I-3 ; Grimm, Jean le Bête, KHM 54a)
- III-2*, Livoret [« Dalphrene Roy de Tunis, ayant deux enfans, l'un nommé Listic, & l'autre Livoret, depuis surnommé Porcarol, à la fin print en mariage Attarante, fille du Roy de Damas. »] (AT 531 : Grimm, Fernand-Loyal et Fernand-Déloyal, KHM 126)
- III-3*, Blanchebelle et le Serpent [« Blanchebelle fille de Lamberic Marquis de Monferat, est envoyée par la maratre de Ferrandin Roy de Naples, pour estre tuée, mais les serviteurs luy couperent les mains, & luy creverent les yeux, & depuis fut guarie par une coleuvre, & s'en retourna joyeuse vers Ferrandin. »] (AT 706 : éléments de Basile, Penta-la-manchote, Ptm III-2, et Les Deux Galettes, Ptm IV-7 ; et de Grimm, La Jeune Fille sans mains, KHM 31. – AT 709)
- III-4*, Fortunio [« Fortunio ayant receu une injure du pere, & de la mere, s'en alla vagabond par le monde : & par cas d'aventure il se trouva en un bois, ou il trouva trois animaux qui le recompenserent. Puis estant en Pologne pour une jouste, il obtint en mariage Doralice fille du Roy. »] (AT 316 : éléments de Grimm, L'Ondine de l'étang, KHM 181)
- IV-1, Constance/ Constantin [« Richard Roy de Thebes avoit quatre filles, l'une desquelles s'en alla vagabonde par le monde & de Constance, se fit appeler Constantin : & arriva en la court de Cacus Roy de Bettinie, lequel par ses prouësses & bonnes conditions, la print en mariage. »] (AT 884A : Grimm, Six à qui rien ne résiste, KHM 71)
- IV-3*, Lancelot, roi de Provins [« Lancelot Roy de Provins, espousa la fille d'un boulenger : de laquelle il eut trois enfans masles, qui estans persecutez par la mere du Roy, finalement par le moyen d'une eau, d'une pomme, & d'un oiseau, ilz vindrent en la connoissance du pere. »] (AT 707 : Grimm, Les Trois Oisillons, KHM 96 ; Gozzi, L'Oiseau vert  ; Pouchkine, Le Conte du tsar Saltan ; Crane, L'Eau qui danse, la Pomme qui chante et l'Oiseau qui parle)
- IV-4, Nerin et Janeton [« Nerin filz de Galois Roy de Portugal, amoureux de Janeton femme de maistre Raimond Brunel Phisicien, jouît de ses amours, & la mena aveq soy en Portugal, & maistre Raimond mourut de desplaisance.. »] (AT 1359A)
- V-1*, Guerrin et l'Homme sauvage [« Guerrin filz unique de Philippes Marie Roy de Sicile, delivra un homme sauvage de la prison du pere. Et la mere pour la crainte du pere l'envoya en exil. Et l'homme sauvage estant apprivoisé delivra Guerrin de plusieurs grands inconveniens. »] (AT 502 : Grimm, L'Homme-de-Fer, KHM 136)
- V-2, Adamantine [« Adamantine fille de Bagolane Savonnois, fut espousée à Drusian Roy de Boheme : par le moyen d'une poupée. »] (AT 571C : Basile, L'Oie, Ptm V-1 ; Grimm, L'Oie d'or, KHM 64)
- VII-1, Ortodose Syméon [« Ortodose Symeon, marchand florentin, s'achemine en Flandres, où, devenu amoureux d'Argentine, courtisane, oublie sa propre femme, laquelle par enchantement le va trouver ; puis, estant engrossie par luy, retourne à Florence. »] (contient des éléments de type merveilleux)
- VII-5, Les Trois Frères [« Trois pauvres frères vont par le monde cherchans leur vie, enfin retournèrent en leur maison riches et opulens en biens. »] (AT 653 : Basile, Les Cinq Fils, Ptm V-7; Grimm, Les Quatre Frères habiles, KHM 129. – AT 671 : Grimm, Les Trois Langages, KHM 33) ; Afanassiev, Les Sept Siméon
- VIII-5, Maître Lactance et son apprenti Denis [« Denis, apprenty de maistre Lactance, tailleur, ne tient compte que d'apprendre son mestier de tailleur, mais bien la secrète science de son maistre. Grande haine entre eux en ceste occasion ; enfin Denis devore son maistre, puis espouse Violante, fille du roy. »] (AT 325 : Grimm, L'Apprenti larron et son maître, KHM 68)
- IX-4, Le Crucifix [« Un prestre va veoir la femme d'un tailleur d'images, laquelle, par le conseil de son mary, le fait monter nud sur un buffet, les bras en croix. Deux religieuses viennent demander à l'imager le crucifix qu'il faisoit pour leur couvent, lequel leur montre le prestre. Elles murmurent qu'on luy fait monstrer ses parties honteuses. L'imager, pour les contenter, les veut coupper ; mais le prestre, saisi de frayeur, saute par sur leurs testes et s'enfuyt. »] (AT 1359C - Fabliau "Du prestre crucefié" (Montaiglon n° XVIII))
- X-3, Cesarin de Berni [« Cesarin de Berni, accompagné d'un lyon, un ours et un loup, part au desceu de sa mère et ses sœurs, et s'en va, et arrivé en Sicile, trouve la fille du roy exposée pour estre dévorée par un dragon ; lequel, à l'ayde de ces trois animaux, il occit, délivrant la princesse, qu'il espousa. »] (AT 300 : Basile, Le Marchand, Ptm I-7 ; Grimm, Les Deux Frères, KHM 60)
- XI-1, La Chatte de Constantin le fortuné [« Soriane meurt, et laisse trois enfans : Dussolin, Tesifon, et Constantin le fortuné. Ce dernier, par le moyen d'une chatte, acquiert un puissant roiaume. »] (AT 545 : Basile, Gagliuso, Ptm II-4 ; Perrault, Le Chat botté)
- XI-2, Bertuce et Tarquinie [« Xenophon, notaire, faict son testament, laisse à son fils Bertuce trois cens ducats, cent desquels il emploie en l'achat d'un corps mort et deux cens pour la rançon de Tarquinie, fille à Crisippe, roi de Navarre, laquelle en fin il espousa. »] (AT 506A : Grimm, Der dankbare Tote und die aus der Sklaverei erlöste Königstochter, conte 217, ne figurant pas dans KHM)
- XII-3, Federic du Petit Puys [« Federic du Petit Puys, lequel entendoit le langage de tous les animaux, bat estrangement sa femme, qui le vouloit forcer luy declarer un secret. »] (AT 670)
- XIII-4, Fortunin [« Fortunin, voulant tuer une mousche, tua son maistre, de quoy, par une plaisanterie, il fut absoult. »] (le début est réminiscent de certaines variantes orientales des Fables de La Fontaine, L'Ours et l'Amateur des jardins)

## Exemple d'énigme
À titre d'exemple, l'énigme qui termine la troisième fable de la première Nuit (dans la traduction de Louveau, en français du XVIe siècle) est la suivante :
« Un forgeron, & sa femme à leur table
N'avoyent qu'un pain, qu'un seul pain & demy.
Un prestre fut aveq sa sœur aymable:
En ce souper appelé, come amy,
Ces quatre donq, de se pain savorable
Firent trois partz, fendans l'entier parmy
Le droit meilleur dond chacun eut sa part,
Faisans grand chere ainsi jusqu'au depart. »
La solution de l'énigme est que la femme du forgeron est aussi la sœur du prêtre ; ainsi, bien qu'ils semblent quatre, ils ne sont en réalité que trois, et donc les trois demi-pains suffisent.

## Influence
L'un des récits des Nuits facétieuses semble avoir en partie inspiré Molière pour son École des femmes (1662), selon des critiques contemporaines de la pièce. Shakespeare, avant lui, se serait également inspiré du recueil.
Les contes auront beaucoup d'influence sur des auteurs postérieurs, certains de ces récits constituant la première version connue d'histoires aujourd'hui célèbres, telles que par exemple Le Chat botté. Beaucoup de ces contes seront plus tard recueillis ou réécrits dans le Pentamerone (1634–1636) de Giambattista Basile et dans les Contes de l'enfance et du foyer (1812–1815) des frères Grimm.

## Sources et bibliographie

### Le texte en ligne
- (it) Giovanni Francesco Straparola, Le piacevoli notti. – sur intratext.com.
- (fr) Les Facecieuses Nuictz du Seigneur Jan François Straparole, trad. Jean Louveau, Guillaume Rouille, Lyon, 1560. En ligne sur Google Books. – Ne contient en fait que les cinq premières Nuits. Certaines libertés sont prises avec la traduction, plusieurs récits se trouvant même remplacés par d'autres, de l'Allemand Bebel.
- (fr) Les Facétieuses Nuits de Straparole, trad. Pierre de Larivey, Paris, P. Jannet, 1857. Tome II en ligne sur Google Books.
- (en) The Facetious Nights of Straparola, sur le site surlalune.com. – Traduction en anglais de certaines histoires.

### Édition moderne en français
- (fr) Les Nuits facétieuses, traduction de Jean Louveau et Pierre Larivey, revue, corrigée et augmentée par Joël Gayraud (avec notes et commentaires), Paris, José Corti, 1999  (ISBN 2-7143-0693-4).

### Études
- (fr) Dominique Bertrand, « L'Excès des rires : Écriture facétieuse et parole satyrique chez Straparola : À propos de la fable I du Livre IV des "Piacevoli Notti" », dans Dérision et démythification dans la culture italienne : Actes du colloque des 8-9 novembre 2001 à l'Université Lyon III, CERCLI, Saint-Étienne, 2003  (ISBN 2-86272-276-6), p. 163-178.
- (en) Ruth B. Bottigheimer, Fairy Godfather : Straparola, Venice, and the Fairy Tale Tradition, University of Pennsylvania Press, Philadelphie, 2002  (ISBN 0-8122-3680-7).
- (en) Nancy Canepa, « Straparola, Giovan Francesco (c. 1480–1558) », dans Donald Haase (dir.), The Greenwood Encyclopedia of Folktales and Fairy Tales, Greenwood Press, 2008. 3 vol.
- (fr) Paul Delarue, Marie-Louise Ténèze, Le Conte populaire français, édition en un seul volume reprenant les quatre tomes publiés entre 1976 et 1985, Maisonneuve et Laroze, coll. « Références », Paris, 2002  (ISBN 2-7068-1572-8).
- (fr) Jean‑François Perrin, « Reframing the Early French Fairy Tale. Marvels & Tales, Journal of Fairy Tales Studies », dans Féeries (2007), en ligne 4-11-2008. – Consulté le 13 juillet 2010. Compte-rendu.
- (en) Jack Zipes (dir.), The Great Fairy Tale Tradition : From Straparola and Basile to the Brothers Grimm, W. W. Norton, New York, 2000  (ISBN 0-393-97636-X), 1008 p.